# Wolfslake
Wolfslake ist ein zum Ortsteil Neu-Vehlefanz gehörender Wohnplatz in der Gemeinde Oberkrämer im Brandenburger Landkreis Oberhavel.

## Geschichte

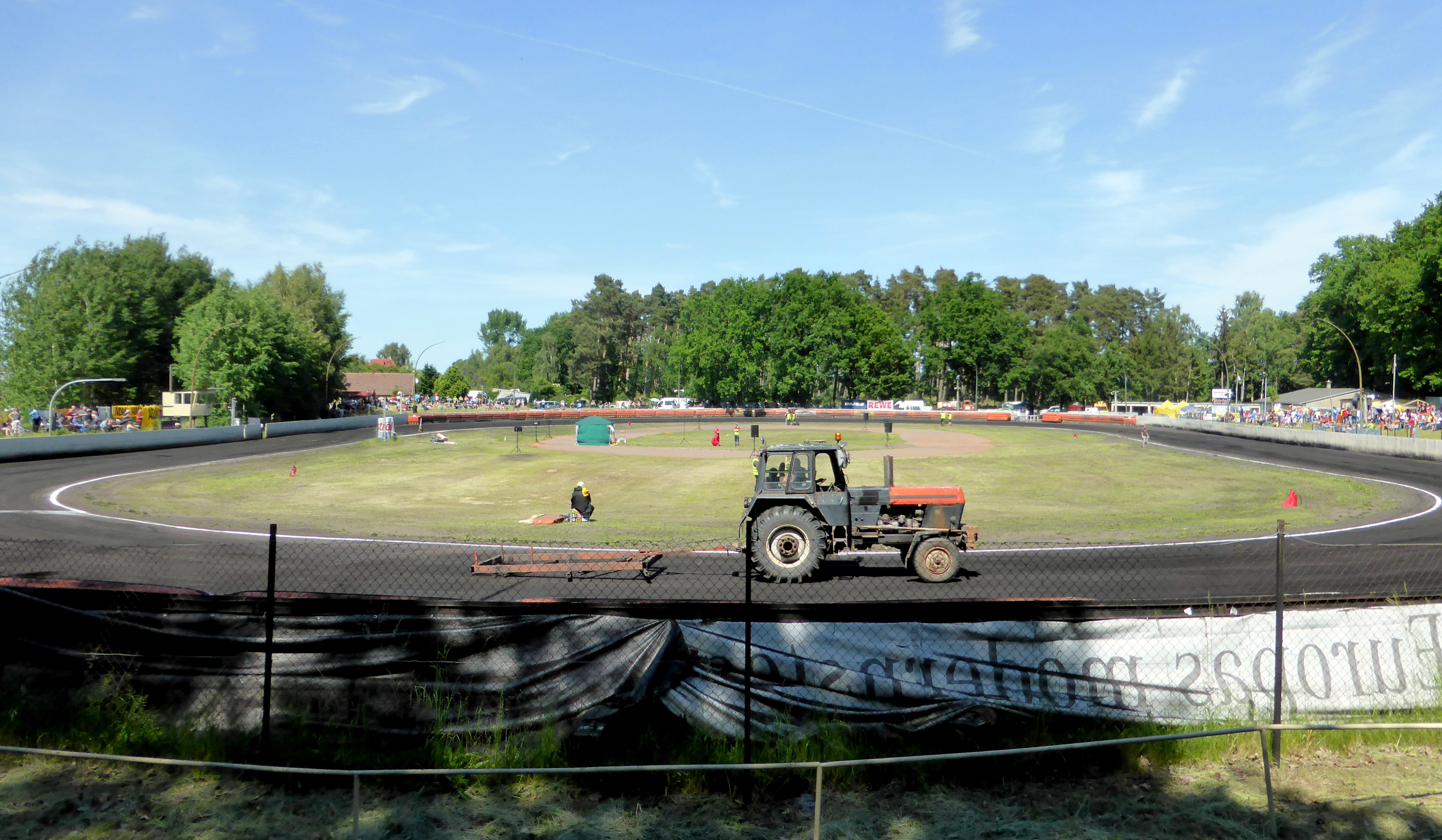
Eichenring Wolfslake

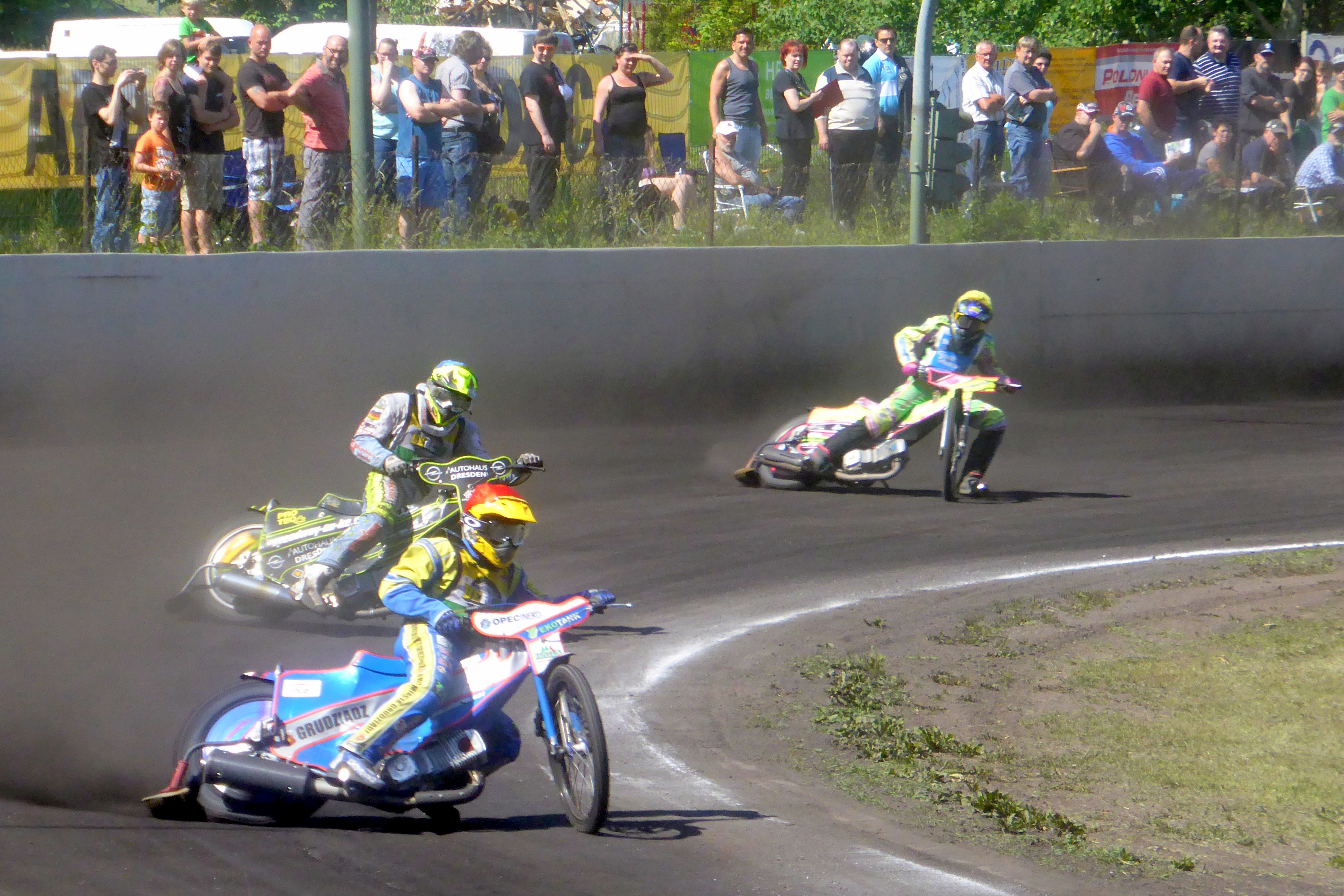
Speedway-Bundesliga Wolfslake gegen Stralsund

Die Schäferei Wolfslake wird 1603 erstmals erwähnt. 1649 war sie für 900 Schafe eingerichtet. 1682 gehörte die Schäferei zu Klein Ziethen im Amt Bötzow (später Amt Oranienburg genannt). 1719 im Zuge weiterer Erwerbungen zum Amt Oranienburg wurde das Amt Vehlefanz abgespalten.
1745 wird ein Krug genannt. Friedrich II. ließ in Wolfslake ebenso wie etwas weiter östlich an der Heerstraße in neu geschaffenen Neu-Vehlefanz eine Kolonie für Veteranen seiner Armee anlegen. In Wolfslake schuf er vier Büdnerstellen, mit je zwei Morgen Ackerland und je vier Morgen Wiese.
1772 lebten 16 Personen in Wolfslake. Um 1800 wurde der kleine Ort als Kolonie bezeichnet, er hatte 32 Einwohner. 1834 bei der Auflösung des Amtes Vehlefanz kam er wieder zum Amt Oranienburg zurück. 1840 gab es sechs Wohnhäuser und etwa 60 Einwohner. 1860 wurden neben den sechs Wohnhäusern, ein öffentliches Gebäude und 13 Wirtschaftsgebäude gezählt.
1894 wurde er mit Neu-Vehlefanz vereinigt und wurde 1957 und 1964 als Ortsteil von Neu-Vehlefanz bezeichnet. Zeitweise gehörte eines der Büdnerhäuschen der Stadt Berlin, die dort eine Jugendherberge einrichtete. Diese wiederum sorgte für überregionale Bekanntheit da der junge Gustav Büchsenschütz bei einer Wanderung mit dem Bismarck-Orden, einer rechtsextremen Abspaltung der Bismarckjugend, hier das Lied Märkische Heide, märkischer Sand, bekannt auch als „Steige hoch, du roter Adler“, schrieb. Dies wurde später zur inoffiziellen Landeshymne Brandenburgs. Im Ort selber erinnert ein Gedenkstein daran.
Überregionale Bekanntheit erlangte der Ort durch die gleichnamige Raststätte am Westteil der Bundesautobahn 10/Berliner Ring. In Wolfslake liegt die Speedway-Strecke „Eichenring Wolfslake“, in der der Speedway-Bundesligist von Wolfslake Falubaz Berlin seine Heimat hat. Neben den Veranstaltungen der Bundesliga finden dort auch internationale und nationale Speedway-Turniere statt.